# Schüttkasten Geras

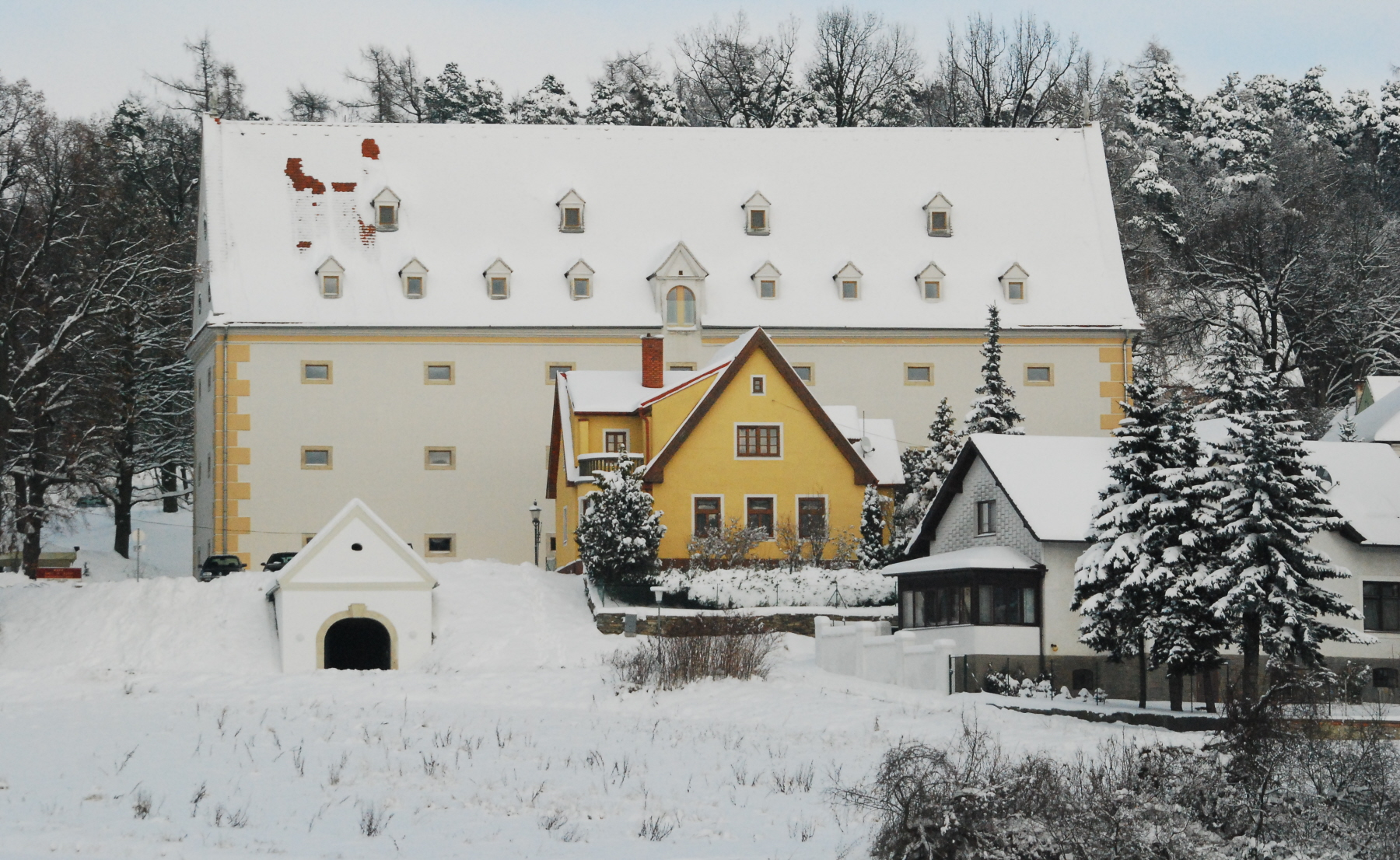
Schüttkasten Geras

Der Schüttkasten Geras steht als Teil vom Stift Geras in der Stadtgemeinde Geras im Bezirk Horn in Niederösterreich. Der ehemalige Getreidespeicher wurde in ein Hotel umgebaut.

## Beschreibung und Geschichte
Der Schüttkasten von Geras ist ein Bauwerk mit drei Stockwerken. Die längsseitigen Außenmauern verfügen über gerahmte Breitfenster und an den Giebelmauern über Kartuschefenster. An den Giebelspitzen befinden sich Figuren des heiligen Johannes des Täufers und des heiligen Johannes des Evangelisten (Originale im Stift Geras, für das er errichtet wurde). Das Dach wurde als Satteldach mit Dachhäuschen ausgeführt.
Über dem der Stadt zugewandten Eingang an der Südseite des Gebäudes befindet sich in einer Nische die so genannte „Schüttkastenmadonna“, ein polychromiertes Hochrelief der Madonna mit dem Kinde, das von zwei Engeln getragen wird. Als möglicher Schöpfer dieser Darstellung wird der Eggenburger Steinmetz Thomas Steinböckh genannt. Darunter befinden sich die Wappen des Stiftes Geras und des Abtes Johannes Westhaus, unter dessen Regentschaft der Schüttkasten zwischen 1668 und 1670 auf einer Anhöhe errichtet wurde.
Der Keller des Schüttkastens von Geras wurde als zweischiffiger Keller mit quadratischen Pfeilern und Kreuzgratgewölben erbaut. Das Erdgeschoß verfügte über schlankere Steinpfeiler, während in den oberen Stockwerken Holzpfeiler mit Sattelhölzern und Holzbalkendecken zum Einbau gelangten.

## Hotel
Zwischen 1978 und 1980 wurde der Schüttkasten unter Abt Joachim Angerer in ein Hotel mit 70 Zimmern umgestaltet. Er gilt damit als einer der ersten zu touristischen Zwecken umgebauten Schüttkästen.